# 薩爾韋森灣
64°24′S 61°20′W / 64.400°S 61.333°W

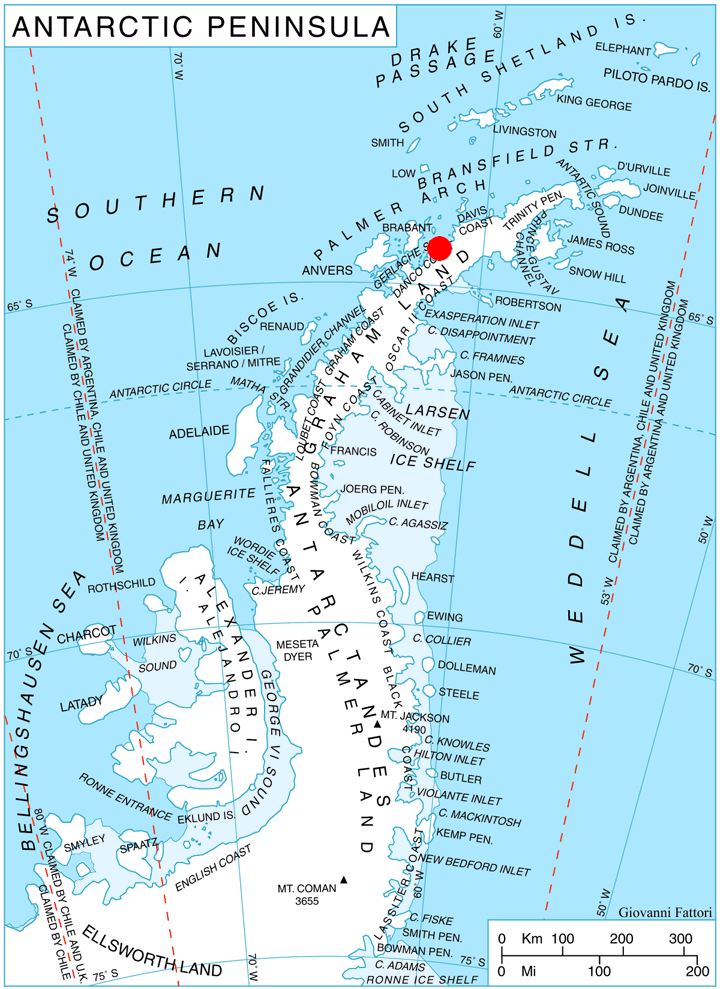

薩爾韋森灣是南極洲的海灣，位於葛拉漢地西岸，是休斯灣的南端，由比利時探險隊繪入地圖，以蘇格蘭的捕鯨者命名，現時由南極條約體系管理。